# .gh
.gh és el domini de primer nivell territorial (ccTLD) de Ghana.

## Dominis de segon nivell
- .com.gh - per empreses
- .edu.gh - per escoles
- .gov.gh - per al govern
- .org.gh - per organitzacions
- .mil.gh - per militars